# 埃夫林根-基兴
埃夫林根-基兴是德国巴登-符腾堡州的一个市镇。总面积43.74平方公里，总人口8228人，其中男性4076人，女性4152人（2011年12月31日），人口密度188人/平方公里。